# Sandur (Indien)
Sandur (Kannada: ಸಂಡೂರು Saṇḍūru, auch Sanduru) ist eine Stadt im indischen Bundesstaat Karnataka mit 37.000 Einwohnern (Volkszählung 2011). 
Bis 1949 war Sandur Hauptstadt des Fürstenstaates Sandur.
Sie liegt im Distrikt Ballari im östlichen Zentralkarnataka. Die Stadt befindet sich auf einer Höhe von rund 580 Metern über dem Meeresspiegel in einem länglichen Tal, das zu beiden Seiten von zwei parallel verlaufenden Bergketten eingeschlossen wird. Sandur ist Hauptort des gleichnamigen Taluks (Sub-Distrikts) im Distrikt Ballari. Die nächstgrößeren Städte sind Hosapete rund 30 Kilometer nordwestlich und Ballari rund 50 Kilometer östlich.
Die Berge in der Umgebung von Sandur besitzen reiche Eisenerzvorkommen, die in mehreren Minen ausgebeutet werden. Zehn Kilometer südlich von Sandur befindet sich der Kumaraswamy-Tempel, der dem Hindugott Subrahmanya geweiht ist.